# ماریا نالباندیان
ماریا نالباندیان (ارمنی: Մարիա Նալպանտեան؛ عربی: ماريا نالبنديان؛ زاده ۱ اوت ۱۹۸۵) یک خواننده در سبک‌های موسیقی ملل، موسیقی عربی و بازیگر ارمنستانی-لبنانی است. وی از سال ۲۰۰۳ میلادی تاکنون مشغول فعالیت بوده‌است.

## زندگی‌نامه
وی در ۱ اوت ۱۹۸۵ در بیروت، لبنان به دنیا آمد در بازاریابی کسب و کار تحصیل نموده‌است.

## آلبوم‌ها
- Elaab (2005)
- We Regeat Tany (2007)
- Mi Eraz VOL.1 (2015)

## جشنواره‌های زیبایی
| سال  | عنوان            | نتیجه |
| ---- | ---------------- | ----- |
| ۲۰۰۲ | Miss Bikini Asia | برنده |

| سال  | عنوان                        | نتیجه |
| ---- | ---------------------------- | ----- |
| ۲۰۱۵ | Top Beautiful Armenian Woman | برنده |